# Ecodefensa
 Ecodefense: A Field Guide to Monkeywrenching  (Ecodefensa: Una guía de campo para el sabotaje) es un libro editado por Dave Foreman, con un prólogo de Edward Abbey.

## Antecedentes
Ned Ludd Books publicó las dos primeras ediciones, y Abbzug Press una tercera. El libro fue publicado por primera vez en 1985.
Gran parte de la inspiración para el libro, así como el término "monkeywrenching", vino de la novela de 1975 de Edward Abbey The Monkey Wrench Gang. Otra inspiración para el libro probablemente provino del libro de 1972 Ecotage!, que fue publicado por el grupo Environmental Action y que a su vez fue inspirado por las acciones de un activista de Chicago que se hacía llamar The Fox (El Zorro), y se involucró en acciones de vigilancia para proteger el medio ambiente. The Fox, que acabó siendo fundador del Frente de Liberación de la Tierra, se radicalizó después de presenciar vertidos tóxicos en el río Fox durante décadas que contaminaron el río hasta casi la muerte. Se hizo famoso después de arrojar un cubo de dichos desechos tóxicos sobre el escritorio de un ejecutivo de la Stone Container Corporation en Chicago. También se rumoreaba que the Fox taponaba las tuberías de drenaje de plantas industriales tóxicas desde su canoa a lo largo del río Fox. Gran parte del contenido para Ecodefense provino de la columna Dear Ned Lud del el boletín del grupo Earth First! durante los años ochenta.

## Contenido
El monkeywrenching (sabotaje) es una forma de ecodefensa. También lo son las órdenes de alejamiento temporal, las sentadas frente a árboles, el bloqueo no violento y  la desobediencia civil.
Otras formas incluyen el tree spiking (una técnica que consiste en insertar objetos metálicos en los troncos para averiar las sierras mecánicas) y billboarding (la destrucción de paneles de anuncios de la carretera). Estos son más controvertidos porque implican destrucción, vandalismo y/o la posibilidad de lesiones.
Tentativamente llamada Ecodefense: A Handbook on the Militant Defense of the Earth  (Ecodefensa: Un Manual sobre la Defensa Militante de la Tierra), la publicación iba a ser una versión medioambiental del Anarchist Cookbook de William Powell. En su forma final, presentada por Foreman en su editorial Ned Ludd Books (nombrada en honor al trabajador británico del siglo XIX que destruyó maquinaria), es una guía de campo que da instrucciones prácticas y detalladas sobre cómo desmantelar las excavadoras, sacar  estacas, hacer tree spiking y, en general, hostigar y retrasar los planes de la industria.

## Recepción
Fue un éxito inmediato, y su popularidad llevó a Michael Kerrick, supervisor de la Willamette National Forest en Oregón, a denunciar el libro en una audiencia en el Congreso, en la que amenazó con "cerrar toda el área de tala forestal nacional a la entrada no autorizada" si las actividades descritas en el libro tuvieran lugar. Poco después, Kerrick introdujo la polémica política sobre la posibilidad de cerrar los bosques nacionales al público cada vez que se esperaran protestas ambientales. 
Aunque hay afirmaciones de que este libro fue prohibido en Australia, una búsqueda de libros prohibidos en Australia no incluía a Ecodefense como habiendo sido prohibido jamás.